# 10590 Ragazzoni
10590 Ragazzoni è un asteroide della fascia principale. Scoperto nel 1996, presenta un'orbita caratterizzata da un semiasse maggiore pari a 2,400978 UA e da un'eccentricità di 0,243206, inclinata di 13,541611° rispetto all'eclittica. Ha un diametro di 3,951 km e un periodo di rotazione di 7,1463 ore.